# Auszahlungsplan
Bei einem Auszahlungsplan (oder Entnahmeplan) kann sich der Anleger aus seinem Investmentvermögen, das in der Regel eine bestimmte Höhe haben muss, regelmäßig Beträge auszahlen lassen. Er kann sich entscheiden, ob neben den erwirtschafteten Erträgen auch Teile seines Vermögens ausgezahlt werden sollen (Auszahlungsplan mit Kapitalverzehr) oder ob ihm nur die von seinem Kapital erwirtschafteten Erträge zufließen sollen (Auszahlungsplan mit Kapitalerhalt; eine ewige Rente). Auszahlungspläne werden oft zur Schaffung einer Zusatzrente im Ruhestand genutzt und stellen eine Alternative zu einer Sofortrente dar.

## Formen von Auszahlungsplänen
Die wichtigsten Formen des Auszahlungsplans sind Fondsentnahmepläne und Bankauszahlpläne.

### Fondsentnahmeplan
Bei einem Fondsentnahmeplan werden die regelmäßigen Auszahlungen durch den Verkauf von Anteilen an Investmentfonds finanziert. Das Vermögen kann dabei auf verschiedene Fondsarten – etwa Aktienfonds, Rentenfonds oder Offene Immobilienfonds – verteilt werden. Dabei sind Zuzahlungen oder zusätzliche Auszahlungen genauso möglich wie die Auflösung des Investmentdepots. Als Vorteile eines Fondsentnahmeplanes gelten die Flexibilität, die Möglichkeit zur Diversifikation und die Chance auf eine relativ hohe Rendite.

### Bankauszahlplan
Bei einem Bankauszahlplan vereinbaren Anleger mit der Bank eine regelmäßige monatliche Auszahlrate und eine feste Verzinsung. Bankauszahlpläne sind daher weniger risikoreich als Fondsentnahmepläne. Allerdings gelten sie auch als weniger flexibel: Anleger sind an eine einmal vereinbarte Laufzeit ihres Bankauszahlplans gebunden. In der Regel beträgt diese zehn oder 25 Jahre.

## Beispiele
Bei der Entnahme bleiben etwaige steuerliche Auswirkungen unberücksichtigt. Je nach Einkommenssituation und Freibeträgen müssen die Entnahmen versteuert werden: Erträge aus Auszahlungsplänen unterliegen in Deutschland der Abgeltungsteuer.

### Mit Kapitalverzehr
Die Entnahme findet jeweils vorschüssig (zum 1. des Monats) statt.
- Kapital = 100.000 €, jährliche Verzinsung 4,00 %, monatliche Entnahme = 1000 €. Das Kapital ist nach 10 Jahren 7 Monaten aufgebraucht, es besteht ein Restguthaben von 331,19 €.
- Kapital = 80.000 €, jährliche Verzinsung 5,00 %, monatliche Entnahme = 500 €. Das Kapital ist nach 21 Jahren 6 Monaten aufgebraucht, es besteht ein Restguthaben von 212,82 €.

### Ohne Kapitalverzehr
Die Zinsen werden sofort bei Gutschrift entnommen, dadurch bleibt das Kapital konstant:
- Kapital = 50.000 €, jährliche Verzinsung 5,00 %, jährliche Entnahme: 2.500 €
- Kapital = 80.000 €, jährliche Verzinsung 1,75 %, jährliche Entnahme: 1.400 €